# Giannandrea Pecorelli
Giannandrea Pecorelli (Roma, 26 giugno 1958) è un produttore cinematografico, sceneggiatore e regista italiano, noto per aver ideato e prodotto il film Notte prima degli esami.

## Biografia
Inizia la carriera diplomandosi in produzione al Centro sperimentale di cinematografia nel 1984, dove attualmente insegna produzione seriale. 
Esordisce alla regia con il film Fuga senza fine, uno spaccato dell'Italia degli Anni di piombo e partecipa alla produzione di numerosi film grazie a Sergio Silva che nei tardi anni ottanta lo volle con lui.
Dal 1990 alterna l'attività di dirigente televisivo a quella di produttore cinematografico. È stato responsabile della produzioni per RCS MediaGroup, quindi capostruttura di Rai Fiction, dirigente di Sony, Endemol e Mediavivere.
In Rai, ha lanciato tra gli altri Don Matteo e Un medico in famiglia, ha curato la prima stagione di Raccontami, e per Mediaset ha seguito come produttore esecutivo, la miniserie Il generale Dalla Chiesa.
Nel 1998 coproduce il film Il violino rosso, che si aggiudica un Premio Oscar per la miglior colonna sonora. 
Nel 2006 idea, co-sceneggia e produce Notte prima degli esami, che incassa oltre 12 milioni di euro al botteghino vincendo numerosi premi e ottenendo dieci candidature ai David di Donatello 2007. Nel 2009 Pecorelli porta al cinema l'album di Claudio Baglioni Questo piccolo grande amore, a cui fanno seguito Balla con noi (2011), Bar Sport (2011) e nel 2018 Arrivano i prof, diretto da Ivan Silvestrini, remake del francese "Les Profs", distribuito da 01.
Oltre alla società di produzione cinematografica Aurora Film da lui fondata nel 2003, nel 2013 nasce Aurora Tv, specializzata nella serialità e oggi facente parte della multinazionale Banijay Group. 
Nel 2015 produce Il paradiso delle signore, serie televisiva ispirata a un romanzo di Emile Zola e ambientata in un grande magazzino degli anni cinquanta andata in onda su Rai 1 in prima serata fino al 2017 per un totale di 40 episodi.
È autore del manuale di produzione cinematografica Fai un film e di Come nasce un film. Quello che bisogna sapere sulla produzione cinematografica entrambi pubblicati con Gremese editore.
Nel 2023 co-produce il docu-film Raul Gardini di cui cura anche il soggetto e produce le serie televisive Le Cronache di Nanaria e Anima gemella.